# 岡山県道52号勝央仁堀中線
岡山県道52号勝央仁堀中線（おかやまけんどう52ごう しょうおうにぼりなかせん）は、岡山県勝田郡勝央町から赤磐市に至る県道（主要地方道）である。

## 概要
岡山県勝田郡勝央町黒坂の国道179号交点と赤磐市仁堀中（にぼりなか）の国道484号交点を結ぶ。

### 路線データ

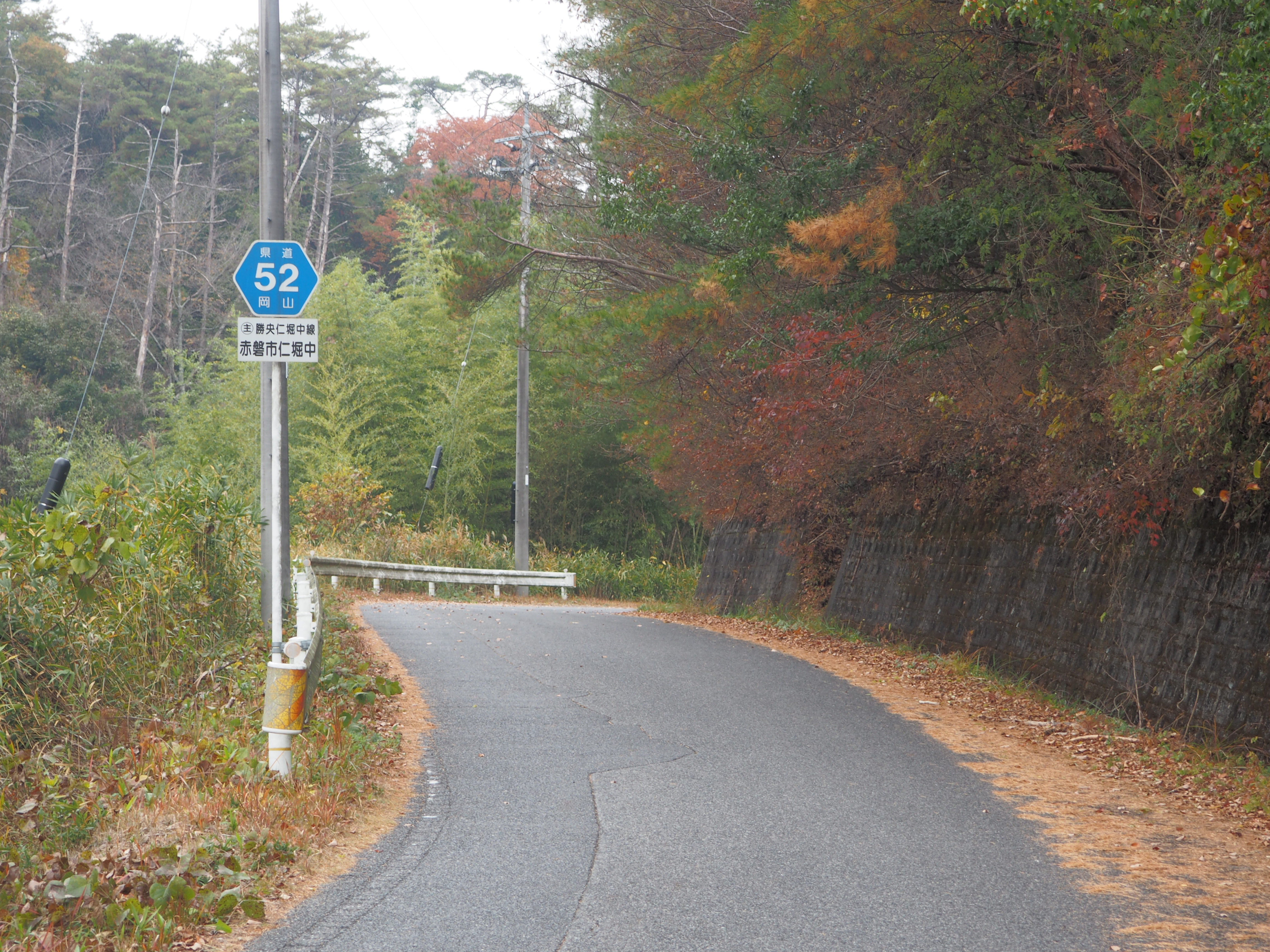
岡山県道52号勝央仁堀中線（赤磐市仁堀中）

- 起点：岡山県勝田郡勝央町黒坂・黒坂交差点（国道179号〔国道374号〕・岡山県道415号工門勝央線交点）
- 終点：岡山県赤磐市仁堀中（国道484号・岡山県道27号岡山吉井線交点）

## 歴史
- 1993年（平成5年）5月11日 - 建設省から、県道勝央久米南線・県道周匝久米南線の一部・県道全間仁堀中線が勝央仁堀中線として主要地方道に指定される[1]。

## 路線状況

### 重複区間
- 国道53号（久米郡久米南町上弓削・上弓削交差点 - 久米郡久米南町上二ヶ・全間交差点）
- 岡山県道265号周匝久米南線（久米郡久米南町上二ヶ・全間交差点 - 久米郡久米南町全間）
- 国道484号・岡山県道255号仁堀中御津線（赤磐市仁堀中）

## 地理

### 通過する自治体
- 勝田郡勝央町
- 津山市
- 久米郡美咲町
- 久米郡久米南町
- 赤磐市

### 交差する道路
| 交差する道路                                                                         | 市町村名 | 市町村名 | 交差する場所         | 交差する場所         |
| ------------------------------------------------------------------------------------ | -------- | -------- | -------------------- | -------------------- |
| 国道179号 国道374号 重複 岡山県道415号工門勝央線                                     | 勝田郡   | 勝央町   | 黒坂                 | 黒坂交差点 / 起点    |
| 岡山県道413号安井津山線                                                              | 久米郡   | 美咲町   | 宮山                 |                      |
| 岡山県道379号百々樫村線                                                              | 久米郡   | 美咲町   | 百々（どうどう）     |                      |
| 岡山県道26号津山柵原線                                                               | 久米郡   | 美咲町   | 大戸下（だいとしも） |                      |
| 岡山県道352号大戸上中央線                                                            | 久米郡   | 美咲町   | 大戸上（だいとかみ） |                      |
| 岡山県営広域営農団地農道岡山中部台地地区 / 美作やまなみ街道                          | 久米郡   | 久米南町 | 塩之内               |                      |
| 国道53号 重複区間起点                                                                | 久米郡   | 久米南町 | 上弓削               | 上弓削交差点         |
| 岡山県道373号栃原久米南線                                                            | 久米郡   | 久米南町 | 下弓削               | 厨橋交差点           |
| 国道53号 重複区間終点 岡山県道265号周匝久米南線 重複区間起点                         | 久米郡   | 久米南町 | 上二ヶ（かみにか）   | 全間（またま）交差点 |
| 岡山県道467号上二ヶ小鎌線                                                            | 久米郡   | 久米南町 | 上二ヶ               |                      |
| 岡山県道265号周匝久米南線 重複区間終点                                               | 久米郡   | 久米南町 | 全間（またま）       |                      |
| 岡山県営広域営農団地農道岡山中部台地地区 / 美作やまなみ街道                          | 久米郡   | 久米南町 | 全間                 |                      |
| 国道484号 重複区間起点 岡山県道255号仁堀中御津線 重複区間起点                        | 赤磐市   | 赤磐市   | 仁堀中（にぼりなか） |                      |
| 国道484号 重複区間終点 岡山県道27号岡山吉井線 岡山県道255号仁堀中御津線 重複区間終点 | 赤磐市   | 赤磐市   | 仁堀中               | 終点                 |